# الجبانة (الحد)

تعديل مصدري - تعديل

الجبانة هي إحدى قرى عزلة الحد بمديرية الحد التابعة لمحافظة لحج، بلغ تعداد سكانها 483 نسمة حسب تعداد اليمن لعام 2004.